# Flabellifrontipoda crameri
Flabellifrontipoda crameri är en kvalsterart som beskrevs av Cook 1983. Flabellifrontipoda crameri ingår i släktet Flabellifrontipoda och familjen Oxidae. Inga underarter finns listade i Catalogue of Life.